# 1785
Évszázadok: 17. század – 18. század – 19. század
Évtizedek: 1730-as évek – 1740-es évek – 1750-es évek – 1760-as évek – 1770-es évek – 1780-as évek – 1790-es évek – 1800-as évek – 1810-es évek – 1820-as évek – 1830-as évek
Évek: 1780 – 1781 – 1782 – 1783 –  1784 – 1785 – 1786 – 1787 – 1788 – 1789 – 1790

## Események
- január 7. – Jean-Pierre Blanchard és John Jeffries hidrogéntöltésű hőlégballonnal átrepüli a La Manche csatornát.[1]
- február 28. – Kivégzik Horeát és Cloșcát(wd), az 1784-es erdélyi parasztfelkelés vezetőit.[2]
- március 27. – Magyarországot tíz kerületre osztják; a megyék önkormányzata megszűnik.
- május 10. – Az első légi baleset: Tullamore-ban egy léggömb lezuhan.[3] A keletkezett tűzben 130 ház leég.
- június 16. – Az első halálos légi baleset: Jean-François Pilâtre de Rozier és Pierre Romain ballonja repülés közben leereszt és Wimereux mellett a földbe csapódik. Mindkét utas meghal.[1]
- augusztus 1. – Brestből elindul világ körüli expedíciójára Jean-François de La Pérouse.[4]
- augusztus 15. – Letartóztatják Rohan bíborost a nyakék-ügy kapcsán.[5]
- augusztus 22. – II. József rendelete megszünteti az örökös jobbágyságot.[6]
- szeptember 10.- Poroszország és az USA kereskedelmi szerződést köt egymással.[7]

## Születések
- január 4. – Jacob Grimm német nyelvész, irodalomtudós, jogász († 1863)
- február 19. – Szemere Pál, író, költő, akadémikus († 1861)
- március 27. – (Lajos Károly), francia trónörökös, apja - XVI. Lajos - kivégzése után a royalista emigráció XVII. Lajos királyként tekintette († 1795)
- április 4. – Bettina von Arnim, német írónő, a romantika jeles képviselője († 1859)
- április 25. – Balthasar Simunich, császári és királyi altábornagy, az 1848–49-es szabadságharcban a császári hadsereg egyik katonai vezetője († 1861)
- július 20. – II. Mahmud, az Oszmán Birodalom 31. szultánja († 1839)
- július 30. – Josip Rajačić, horvát születésű, szerb pátriárka, a szerb nemzeti mozgalom vezetője († 1861)
- november 1. – Scitovszky János, magyar bíboros, hercegprímás, esztergomi érsek († 1866)
- november 2. – Lotaringiai-Habsburg Károly, osztrák főherceg, hercegprímás, esztergomi érsek († 1809)
- november 18. – Sir David Wilkie, skót festő és képzőművész († 1841)
- december 1. – Döbrentei Gábor, költő, királyi tanácsos, az MTA tagja, a történelem szó megalkotója († 1851)

## Halálozások
- január 3. – Baldassare Galuppi, itáliai karmester, zeneszerző (* 1706)
- május 4. – Sajnovics János, a finnugor nyelvrokonság korai kutatója (* 1733)
- augusztus 28. – Jean-Baptiste Pigalle, francia szobrász (* 1714)